# 林秀彦
林 秀彦（はやし ひでひこ、1934年〈昭和9年〉9月26日 - 2010年〈平成22年〉11月19日）は日本の脚本家。

## 来歴
東京府に生まれる。父は随筆家の林謙一。学習院高等科を卒業後、インド洋経由で渡欧する途中、イエメンで悪漢の集団に拉致され、砂漠で殺されそうになったが「俺は空手の達人だ。俺を殺すならお前らのうちの一人を殺してやる」とブラフをかけて解放され、危うく一命を取り留めた体験談を、伊丹十三が『小説より奇なり』の中で文章化している。ドイツのザール大学、フランスのモンペリエ大学に留学し、哲学を専攻する。松山善三に師事し、映画やテレビの脚本を執筆。
3度結婚しており、最初の妻との間の子は作曲家の林魏堂、1974年には女優の冨士真奈美と結婚し、一児（岩崎リズ）を儲けるも1984年に離婚。1988年から2005年までオーストラリアに移住、帰国後は大分県九重町に暮らしていた。また、祖母にドラマ「おはなはん」のモデルとなった林はながいる。
2010年11月19日、肺炎の為に福岡県久留米市の病院にて死去。

## 主な作品

### 脚本
- 七人の刑事（TBS）
- 昨日のあいつ今日のおれ (1965年、松竹)
- ただいま11人（1964年、TBS）
- 若者たち（1966年、フジテレビ）
- 妻と女の間（1969年、毎日放送）
- 安ベエの海（1969年 - 1970年、TBS）
- 体の中を風が吹く（1973年、NHK）
- 新十郎捕物帖・快刀乱麻（1973年、朝日放送）
- 鳩子の海（1974年、NHK）
- ホームスイートホーム（1982年、日本テレビ）
- 名門私立女子高校（1984年、日本テレビ）
- 生きるための情熱としての殺人（2001年、テレビ朝日）

### 小説
- 『鳩子 1 (海流篇)』日本放送出版協会、1974年7月25日。
- 『鳩子 2 (風紋篇)』日本放送出版協会、1974年12月1日。
- 『鳩子 3 (天象篇)』日本放送出版協会、1975年4月1日。
- 『生きるための情熱としての殺人』（1981年、創林社）

### 著書
- 『父親がする娘教育』〈ゴマブックス〉、ごま書房、1980年5月1日。
- 『ちょっといい女・気になる女 : なぜその女性に魅かれるのか』日本実業出版社、1982年4月20日。
- 『大地震大虐殺 : 九月の狂気』潮出版社、1983年8月25日。
- 『女と別れた男たち』創林社、1983年12月31日。
- 『非婚のすすめ』フォー・ユー、1987年5月10日。
- 『ジャパン、ザ・ビューティフル』（1996年、中央公論新社）
- 『「みだら」の構造』（2000年、草思社）
- 『失われた日本語、失われた日本』（2002年、草思社）
- 『悲しいときの勇気－日本人のための幸福論』（2003年、明成社）
- 『日本人はこうして奴隷になった』（2008年、成甲書房）
- 『日本の軍歌は芸術作品である。』（2008年、PHP研究所）
- 『911・考えない・日本人』（2008年、成甲書房）
- 『おテレビ様と日本人』（2009年、成甲書房）
- 『憎国心のすすめ』（2009年、成甲書房）

## 出演
- FMモーニング東京（FM東京）

## 関連書籍
- 林秀彦『おテレビ様と日本人』成甲書房、2009年。ISBN 978-4-88086-241-5。
- 林秀彦作品一覧（紀伊國屋書店BookWeb）